# Bess di Hardwick
Elizabeth Hardwick, o Hardwicke,  contessa di Shrewsbury, conosciuta con il nome di Bess di Hardwick (1527 – 13 febbraio 1608), è stata una nobildonna inglese figlia di John Hardwick. Fu una figura importante della società elisabettiana inglese del XVI secolo: con una serie di matrimoni ben fatti, salì ai più alti livelli della nobiltà inglese e divenne enormemente ricca. Bess fu un'astuta donna d'affari, capace di incrementare la sua attività attraverso imprese commerciali, tra cui lo sfruttamento di giacimenti minerari e officine per la lavorazione del vetro.

## Biografia
Era la figlia di John Hardwick, di Derbyshire e Elizabeth Leeke, figlia di Thomas Leeke e Margaret Fox. La famiglia viveva in una proprietà di circa 5.000 ettari (20 km²), nella parrocchia di Ault Hucknall sul confine nord-orientale della contea, guardando oltre Nottinghamshire. Suo padre morì all'età di 40 anni, lasciando la moglie con cinque figlie ancora piccole. Successivamente la vedova, Elizabeth, si risposò con il figlio di una famiglia vicina, Leche (o Leach) di Chatworth, nel Derbyshire. Bess ricevette un'educazione abbastanza curata, rispetto alle sue coetanee. Ebbe anche modo di conoscere la vita in città e la Corte Tudor, essendo stata mandata a vivere nella casa londinese di Anne Gainsford, Lady Zouche di   Codnor Castle nel Derbyshire, all'età di dodici anni.

## Matrimoni

### Primo Matrimonio
Quando era a Londra, Bess sposò, all'età di 14 anni, Robert Barlow, erede di una tenuta vicina, e divenne Elizabeth Barlow. La coppia visse a Barlow Woodseats Hall. Il matrimonio non fu mai consumato a causa della loro giovinezza e della salute di Robert, che morì nel 1544.
Come sua vedova, Bess aveva il diritto di un terzo delle entrate della tenuta Barlow.

### Secondo Matrimonio
Il 20 agosto 1547, Bess sposò il due volte vedovo Sir William Cavendish, Tesoriere della Camera del Re, e divenne Lady Cavendish. Il matrimonio ebbe luogo alle due del mattino, a casa della famiglia Grey, amici dei Cavendish. Sir William aveva il doppio degli anni di Bess ed era padre di due figlie. La sua fortuna era stata fatta grazie anche alla spoliazione dei monasteri cattolici. Forse agendo su consiglio di Bess, Sir William vendette le sue terre nel sud dell'Inghilterra e comprò le terre di Chatsworth, nella contea di Derbyshire.
La coppia ebbe otto figli, di cui due morirono in tenera età:
- Frances Cavendish (1548 - 1632) sposò Sir Henry Pierrepont, ebbero tre figli.
- Henry Cavendish (1550-1616), sposò Grace Talbot. Ebbe un figlio illegittimo, Henry Cavendish, antenato dei baroni del Waterpark. Il titolo di Barone Waterpark è ancora esistente;
- William Cavendish, I conte di Devonshire (1552-1626), è stato il capostipite dei duchi di Devonshire;
- Sir Charles Cavendish (1553-1617), sposò Catherine Ogle, VIII baronessa Ogle. Il loro figlio William Cavendish, I duca di Newcastle-upon-Tyne, è stato il capostipite dei Duchi di Newcastle;
- Elizabeth Cavendish (1555-1582), sposò Charles Stuart, I conte di Lennox. La loro figlia, Lady Arbella Stuart, II contessa di Lennox, sposò William Seymour, II duca di Somerset;
- Mary Cavendish (1556 - 1632), sposò Gilbert Talbot, VII conte di Shrewsbury, ebbero cinque figli;

Elisabetta I fu madrina del loro primo figlio, Henry, e la regina Maria I d'Inghilterra fu madrina del loro terzo figlio, Charles. Sir William Cavendish morì il 25 ottobre 1557, lasciando Bess vedova una seconda volta.

### Terzo Matrimonio
Nel 1559, Bess sposò Sir William St. Loe (St Lowe, Saintlowe o Sentloe). Il nuovo marito era capitano della Guardia di Elisabetta I e capo maggiordomo d'Inghilterra. Egli possedeva grandi tenute a Tormarton nel Gloucestershire e Chew Magna in Somerset, mentre la sua residenza principale era a Sutton Court nel Stowey. Quando morì senza eredi maschi nel 1564/5, in circostanze sospette (probabilmente avvelenato dal fratello minore), lasciò tutto il suo patrimonio a Bess, a scapito delle sue stesse figlie e del fratello. In aggiunta Bess era ora responsabile delle due figlie del primo matrimonio di Sir William Cavendish.
Con la morte di Sir William St. Loe, Bess divenne una delle donne più ricche d'Inghilterra. È stato stimato che il suo reddito annuo fosse pari a £ 60.000, (pari a £ 13.800.000). Era inoltre Lady of the Bedchamber con diritto d'accesso giornaliero negli appartamenti della Regina.

### Quarto Matrimonio
Nonostante fosse corteggiata da diversi pretendenti, Bess rimase libera per un tempo relativamente lungo, fino al 1568, quando si sposò per la quarta volta, con il consenso della Regina Elisabetta I, diventando contessa di Shrewsbury. Il nuovo marito, George Talbot, VI conte di Shrewsbury, uno dei più illustri nobiluomini del tempo, vedovo, era padre di sette figli. Nella stessa cerimonia, nel mese di febbraio 1568, mentre Bess sposava il conte, due dei figli di lui furono fatti sposare con due dei figli di lei: Mary Cavendish,12 anni, figlia di Bess, fu data in sposa al figlio primogenito di George, Gilbert, 16 anni, mentre il figlio di Bess, Henry Cavendish, 18 anni, sposò la figlia di Shrewsbury, Grace Talbot, 8 anni. Nel 1590, Bess divenne contessa vedova di Shrewsbury.

## Il collegamento con gli Stuart
Nel 1574 Bess approfittò di una visita della contessa di Lennox, Margaret Douglas, un membro della famiglia reale (era figlia di Margherita Tudor, sorella di Enrico VIII), per far sposare sua figlia Elizabeth con Charles Stuart, figlio più giovane della contessa e fratello di Enrico Stuart, Lord Darnley, a sua volta secondo marito di Maria, Regina di Scozia.
La cerimonia ebbe luogo all'insaputa di Shrewsbury, che - pur essendo ben consapevole della partita - rifiutò di addossarsi qualsiasi responsabilità. Dal momento che la famiglia Lennox aveva diritto al trono, il matrimonio fu considerato potenzialmente un tradimento poiché non era stato ottenuto alcun consenso reale. La contessa di Lennox, madre dello sposo, venne mandata alla Torre di Londra per diversi mesi, mentre a Bess fu ordinato di raggiungere Londra per affrontare un'inchiesta ufficiale. Ignorata la citazione, rimase a Sheffield finché si spense il clamore della vicenda. Dall'unione, comunque, nacque una bambina, Arbella Stuart, pretendente al trono di Scozia e Inghilterra.
Arbella, restata orfana di entrambi i genitori in tenera età, venne affidata alla custodia della nonna materna. Con lei fece visite periodiche alla corte di Londra. Ebbe la possibilità di incontrare la zia acquisita (e cugina del padre), Maria Stuarda, Regina di Scozia, al tempo prigioniera di Elisabetta I, essendo per molti anni (1569-1584) tenuta sotto sorveglianza proprio dal conte e la contessa di Shrewsbury in una delle loro proprietà, fino a quando Maria fu consegnata ad un altro carceriere, Sir Amias Paulet. 
Mentre la deposta regina Maria non dimenticò la nipote nel testamento, Bess escluse Arbella dal suo e pregò la regina Elisabetta I di prendere la nipote sotto tutela. Un documentario della BBC, ha dimostrato che Bess desiderava molto che Arbella diventasse regina.
Il desiderio di Bess non si avverò, ma alla fine si concluse con un suo discendente sul trono: la regina Elisabetta II.